# Frieda Dänzer
Frieda Dänzer, född 16 november 1931 i Adelboden, död 21 januari 2015 i Gersau, var en schweizisk alpin skidåkare.
Dänzer blev olympisk silvermedaljör i störtlopp vid de olympiska vinterspelen 1956 i Cortina d'Ampezzo.